# へのへのもへじ

「へのへのもへじ」的範例

Henohenomoheji，亦作Hehenonomoheji，是日語中的文字繪之一，屬於一種文字藝術；其作法是依序在不同位置畫上等七個平假名文字以繪製成一張人臉的圖樣。

## 结构
七字中，最先出現的兩個為雙眉、兩個為雙目、為鼻子、第三個為口、最後的則是整個臉部的輪廓。常被用於簡略地描繪稻草人或晴天娃娃的臉部；此外，它也常在黑板上或漫畫、筆記本中以塗鴉的形式出現。特別是在搞笑漫畫中，為了產生詼諧的效果，登場人物的表情有時會瞬間變成的圖樣。
類似的文字組合還包括了、和（前兩個橫寫作為雙眉、則是臉的輪廓及微凹的下巴）等。
此外，亦有描繪老人臉部的；其中，為頭、為耳、為額上的皺紋、為雙眉、「○○」為雙目、為鼻子、為臉部的輪廓（口未畫出）。

## 歷史
的正確起源未有定論。不過，它在江戶時代初期時仍未出現，直到中期以後才廣為流傳，因而有人推測其起源應是江戶時代中期或之前的京都、大阪等地。。最初是由衍生出等其它畫法，並逐漸向關東地區傳播。此外，歌川廣重的著作中也出現了的畫法，因而確認了該文字繪的原型。

## 外部連結
- 的各種變形及畫法